# キカタン (ウェブドラマ)
『キカタン』（Kikatan）は、2025年4月26日よりショートドラマ配信アプリ・BUMPで配信されるドラマ。主演は清水麻璃亜。

## 概要
若い世代を中心にかつてと比べてポジティブな職業となっているセクシー女優業界における立身出世劇、知名度と引き換えに失う周囲との関係性、擦り切れていく精神、消費スピードの速さなどをドラマとして描く。元AV女優の経歴を持つ女優・しじみが脚本協力しており、自身も出演している。時代設定は明確に描かれてはいないが、この経緯もあり、コギャルなど2000年代の風俗が描かれ、AV新法以後のAV業界のありようとは必ずしも一致していない。

## あらすじ
地方出身の米田千秋は、何かが変わることに期待し上京。友達がいない中、街を歩くと夜の仕事のスカウトマンだけが声をかけてくる。ある日「モデルやってみない？」と声をかけてきたシンゴという男の声を真に受け、彼の事務所を訪れる。しかし面接では全部脱いでみてと言われ、アダルトモデルのスカウトだったと発覚。拒絶を示すも、「名前は出ない」「できるとこまででいいよ」の甘い声に流されカメラの前に立つことになる。
デビュー作を取り終えた後、人気「単体女優」の皆月さらんに「あなたは特別なんだ」と背中を押された。しかし次の仕事は「デビュー作」以上に大変な仕事であった。

## 登場人物
米田千秋/ふわゆら
演 - 清水麻璃亜
スカウトで業界入りしたAV女優。芸名のない企画女優として業界入り。やがて女優単体でも勝負できる企画単体女優（キカタン）となり「ふわゆら」の芸名が与えられる。
演じる清水は千秋の自身がなくて、決断が苦手という性格を自分に近いと表現している。
皆月さらん
演 - 椿原愛
人気の単体女優。千秋とは同じ事務所という関係性から知り合う。SNSフォロワーミリオン越えと若い女性を中心に業界外でも知名度を持つ。仕事に誇りを持っている。
河本シンゴ
演 - ルーク・ヨウスケ・クロフォード
ナスカープロダクションのスカウトマン兼、事務所社長。
島ダイスケ
演 - 名村辰
撮影隊のAD。
米田律子
演 - 藤田記子
千秋の母。
平田
演 - 村松和輝
AV監督。別名、早漏監督と呼ばれ、かなりの早撮り。
ゆりち
演 - しじみ
千秋と共演したガングロAV女優。
エモト
演 - 三輪明日美
ムカイ
演 - 松本哲也

米田律子
演 - 藤田記子

ゴーダ
演 - 水野智則

AV男優
演 - 山本竜二

ミヤタ
演 - 茶谷英司朗

ショウ
演 - 黒木敬太朗

店員A
演 - 石崎愛茉

店員B
演 - 勝田彩月

スカウトマン
演 - 黄地裕樹

## スタッフ
- 監督：権野元
- 脚本：ばんぴー
- エグゼクティブプロデューサー：澤村直道
- プロデューサー：藤田結衣、宮田幸太郎（スタジオブルー）、伊集院文嗣（スタジオブルー）
- 制作プロダクション：スタジオブルー
- 製作：emole